# Harry Wu
Harry Wu (født 8. februar 1937 i Shanghai, død 26. april 2016) var en kinesisk systemkritiker.
Da Mao kom til magten i 1949, mistede familien alt. Som 18-årig begyndte Harry Wu at studere geologi i Beijing. Under opstanden i Ungarn i 1956 tog han afstand fra Sovjetunionens invasion af Ungarn og stempledes som kontrarevolutionær.
Efter flugtforsøg i 1960 blev han sendt til en arbejdslejr (laogai) på livstid.
I 1979 blev han løsladt og blev leder af et laboratorium. I forbindelse med sin forskning kom han i 1985 til USA.
Efter oprøret på Den Himmelske Freds Plads i 1989 rejste han til Kina for at støtte dissidenter. Han blev fanget i 1995, men frigivet efter pres fra USA.
Harry Wu havde skrevet:
- Bitter Winds (1995) om årene i fangelejrene
- Troublemaker. The Story of Chinese Dissident Harry Wu (2000) – om ofrene for Kinas undertrykkelse og tilfangetagelsen i 1995.